# Monomorium inquilinum
Monomorium inquilinum là một loài côn trùng thuộc họ Formicidae. Đây là loài đặc hữu của México.